# タンピコ事件
タンピコ事件（スペイン語: Incidente de Tampico、英語: Tampico Affair）は、メキシコ革命時の1914年4月9日に、タマウリパス州タンピコでビクトリアーノ・ウエルタ将軍に忠誠を誓うメキシコ軍兵士によって、アメリカ軍の水兵が拘束された事件。この事件によりアメリカ、メキシコ両国間の関係はこじれ、アメリカ軍による半年以上のベラクルス占領へとつながった。
メキシコ革命の最盛期、事実上の国家元首であったビクトリアーノ・ウエルタは、その支配を確立するため、南部を支配するエミリアーノ・サパタおよび北部で護憲軍を率いるベヌスティアーノ・カランサとの闘争を続けていた。1914年3月26日までにカランサの護憲軍はタンピコから15kmの地点まで進出していた。タンピコは当時、アメリカの企業による巨額の投資で製油業が盛んであり、アメリカ市民が集中して在住していた。ヘンリー・T・メイヨー少将率いるアメリカ艦隊はアメリカ国民とその資産を保護するため同地域に展開していた。
タンピコは護憲軍によって包囲状態にあったが、アメリカ軍と、ウエルタの連邦守備隊との関係は穏やかなままにあった。アメリカ艦隊の旗艦ドルフィン (USS Dolphin, PG-24) は、水深の浅い湾での活動のために改修が行われていた。ドルフィンは1914年4月2日に、1867年のプエブラ占領を記念してメキシコ軍に対して21発の祝砲を3度行った。

## 事件
アメリカ海軍は伝令や民間人救助のためしばしばボートを使用していたが、燃料が消費され不足状態になった。ドルフィン艦長は4月9日、イトゥルビデ橋の防衛陣地に近い倉庫から、燃料油を運ぶ準備を命じた。橋のメキシコ軍防衛部隊は攻撃を予想した。ドルフィンから水兵9名が星条旗を掲げたホエールボートで、運河沿いの倉庫に送られた。7名がボートに燃料缶を運び、2名がボートにとどまった。その行動を見たメキシコ軍の兵士が駆けつけ、アメリカ兵と対峙した。メキシコ兵、アメリカ兵それぞれが互いの言語を話すことができず、銃を向けられたアメリカ兵は直立不動の状態になった。メキシコ兵はボートに残ったアメリカ兵も拘束し、連隊本部へ連行した。

## 問題の発生
アメリカ海軍大西洋艦隊司令官ヘンリー・T・メイヨー少将は、ウエルタ政府に対して公式の謝罪を要求した。タンピコ地区の司令官はこれに応じて謝罪文書を送った。しかしながら星条旗を掲揚して21発の祝砲発射を行うという要求には従わなかった。ウッドロウ・ウィルソン大統領は議会に対して武力による攻撃の許可を要求した。2日後、この要求は認可され、ベラクルスに対する占領が始まった。
結局アメリカ合衆国は紛争調停を「ABC強国」であるアルゼンチン、ブラジル、チリに頼ることとなった (ナイアガラフォールズ平和会議)。